# Catedral de San Pedro y San Pablo (Faisalabad)
La Catedral de San Pedro y San Pablo es la iglesia principal de la diócesis de Faisalabad de la Iglesia católica en Pakistán, a 250 kilómetros al sur de la capital Islamabad. 

## Historia
La fundación de la Catedral fue realizada en 1965 y el edificio fue consagrado en 1969. La catedral ha jugado un papel en la promoción de la armonía y el entendimiento entre las comunidades religiosas de la nación a través de eventos como el Consejo de Faisalabad 2007, una cena para el diálogo interreligioso organizada por los líderes musulmanes y fieles. En 2004, Maulana Abdul Khabir Azad, gran imán (líder religioso) de la mezquita de Badshahi en Lahore, fue invitado de honor en una ceremonia para plantar el Polo de la Paz en el césped en frente de la Catedral.